# Останній бар'єр
«Останній бар'єр» — радянський чорно-білий художній фільм 1978 року, знятий режисером Дануте Кятуракіте на Литовській кіностудії.

## Сюжет
Фільм поставлено за однойменним романом А. Дріпе. Дія картини відбувається у колонії для неповнолітніх правопорушників. Це фільм про обов'язок вихователя, про особисту відповідальность за тих, чиї долі йому довірені.

## У ролях
- Адольфас Вечерскіс — Микола Зументас
- Саулюс Барейкіс — Вальдіс
- Вітаутас Томкус — начальник колонії
- Ю. Степонавічюс — вихователь
- Гінтаре — Расма
- Юозас Рігертас — викладач
- Ундіне Насвітіте — мати Вальдіса
- Алдона Ведерайте — мати Миколи
- Нійоле Ожеліте — Мяйле
- Ельвіра Жебертавічюте — вчителька
- Аудроне Мейлутіте — епізод
- Роландас Буткявічюс — епізод
- Еймутіс Бразюліс — епізод
- Сігітас Рачкіс — епізод
- Йонас Брашкіс — епізод
- Гінтарас Варнас — епізод
- Аудрюс Валявічюс — епізод
- Владас Радвілавічюс — епізод
- Юозас Мешкаускас — майстер
- Крістіна Андреяускайте — епізод
- Сігітас Рамяліс — епізод
- Антанас Саулявічюс — епізод
- Вітаутас Ландсберґіс — епізод
- Пятрас Степонавічюс — епізод
- Л. Пакштене — епізод
- Юстінас Баутренас — епізод
- Юозас Саболюс — епізод
- Ж. Мікучоніс — епізод
- Рімантас Бабраускас — епізод

## Знімальна група
- Режисер — Дануте Кятуракіте
- Сценарист — Дануте Кятуракіте
- Оператори — Йонас Гурскас, Юлюс Кумпарскас